# Schiffswerft Ernst Menzer
Die Schiffswerft Ernst Menzer KG war ein 1889 gegründeter Schiffbaubetrieb mit Niederlassungen in Hamburg-Bergedorf und Geesthacht. Die 1927 in Geesthacht eröffnete Zweigwerft wurde im Juli 1982 geschlossen. Die Werft in Hamburg-Bergedorf bestand bis zum Jahresende 1999.

## Geschichte

### Die ersten drei Jahrzehnte
Gegründet wurde das Schiffbauunternehmen 1889 in Hamburg-Bergedorf. Anfangs betrieb der Firmengründer Wilhelm Menzer den Neubau von gewerblichen und behördlichen Motorbooten sowie eine Schiffsreparatur auf zwei kleinen und einem 200-Tonnen-Slip. Schon bald begann der Schiffbaumeister Menzer auf seiner am Schleusengraben in Stadtnähe angesiedelten Werft nicht nur Holzbauten zu bearbeiten, sondern schwenkte auf Eisen- und Stahlschiffsbau um. Wilhelm Menzer starb früh, so dass sein erst 23-jähriger Sohn Ernst die Werft 1913 übernehmen musste. Während des Ersten Weltkriegs diente Ernst in der Armee und musste seine Werft für vier Jahre schließen. 1919 begann er mit dem Bau von Motorschleppern und Barkassen.

### Erweiterung
Im Jahr 1927 erweiterte Menzer sein Unternehmen um einen Zweigbetrieb in Geesthacht, in dem in der Hauptsache Motor- und Schleppkähne gebaut wurden. Die Jahre von 1930 bis 1933 waren durch eine tiefgreifende Schiffbaukrise gekennzeichnet. Zudem brannte der Geesthachter Betrieb 1932 nahezu komplett aus, wurde aber wieder aufgebaut.
Ab 1933 folgte ein wirtschaftlicher Aufschwung und ab 1935 galt die Werft als eine der führenden Werften in Entwicklung und Bau moderner Binnenmotorschiffe. Menzer trieb bis zum Beginn des Zweiten Weltkriegs vor allem die Einführung eines Tunnels zur Verbesserung des Vortriebs voran. Außerdem entstanden zahlreiche Tankleichter, die zumeist in den Export gingen. Im Sommer 1938 lieferte die Geesthachter Werft drei Wassertanker in die Türkei, von denen zwei im Hafen von Istanbul zum Einsatz kamen.
Der Bergedorfer Betrieb fuhr bis 1938 mit dem Bau von Schleppern und Barkassen fort, bis auch er einem Feuer zum Opfer fiel und erneut aufgebaut werden musste. Während der Kriegsjahre entstanden in Bergedorf und Geesthacht hauptsächlich Versorgungsfahrzeuge für die Kriegsmarine.

### Nachkriegszeit
Nachdem in den Jahren 1949/50 zwei Küstenmotorschiffe bei Menzer vom Stapel gelaufen waren, setzte die Werft wieder weitgehend auf ihr altes Bauprogramm. 1956 übernahmen die beiden Menzer-Söhne das Unternehmen. Wilhelm Menzer leitete den Betrieb in Geesthacht, sein Bruder Kurt führte die Arbeit in Bergedorf fort. Im Laufe der folgenden Jahre verschob sich die Bedeutung innerhalb des Unternehmens immer mehr vom Bergedorfer Betrieb, der bald nur noch als Reparaturwerft genutzt wurde, zur Geesthachter Werft, da diese besser für die wachsenden Schiffsgrößen ausgerüstet war. Später entstanden dort außer vielen Binnenschiffen auch zahlreiche Seeschiffe.
Im Jahr 1982 ging der Geesthachter Betrieb mit seiner 90-köpfigen Belegschaft beim Bau eines Containerschiffes mit 7000 Ladetonnen in Konkurs und wurde von der Firma Bor-Offshore GmbH übernommen. Der Nachfolgefirma war kein langes Leben beschieden. Der Menzer Platz am Geesthachter Hafen erinnert heute an die Werft.
In Bergedorf wurden weiterhin Schiffe gebaut und repariert. Mit Wirkung zum 31. Dezember 1999 wurde auch diese Werft wegen fehlender Aufträge geschlossen. Wenn man heute mit dem Boot den großen Baumarkt in Bergedorf am Schleusenkanal anläuft, dann befindet man sich auf dem ehemaligen Werftgelände.

## Galerie

### Neubauten aus Geesthacht

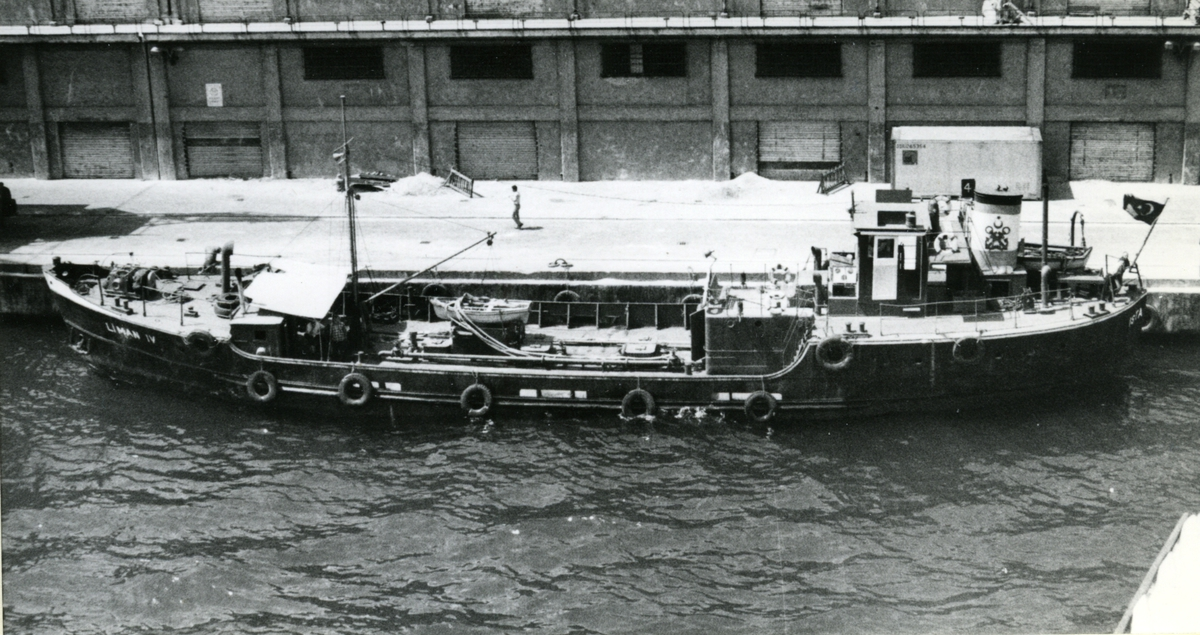
Liman IV, № 358, Baujahr: 1938
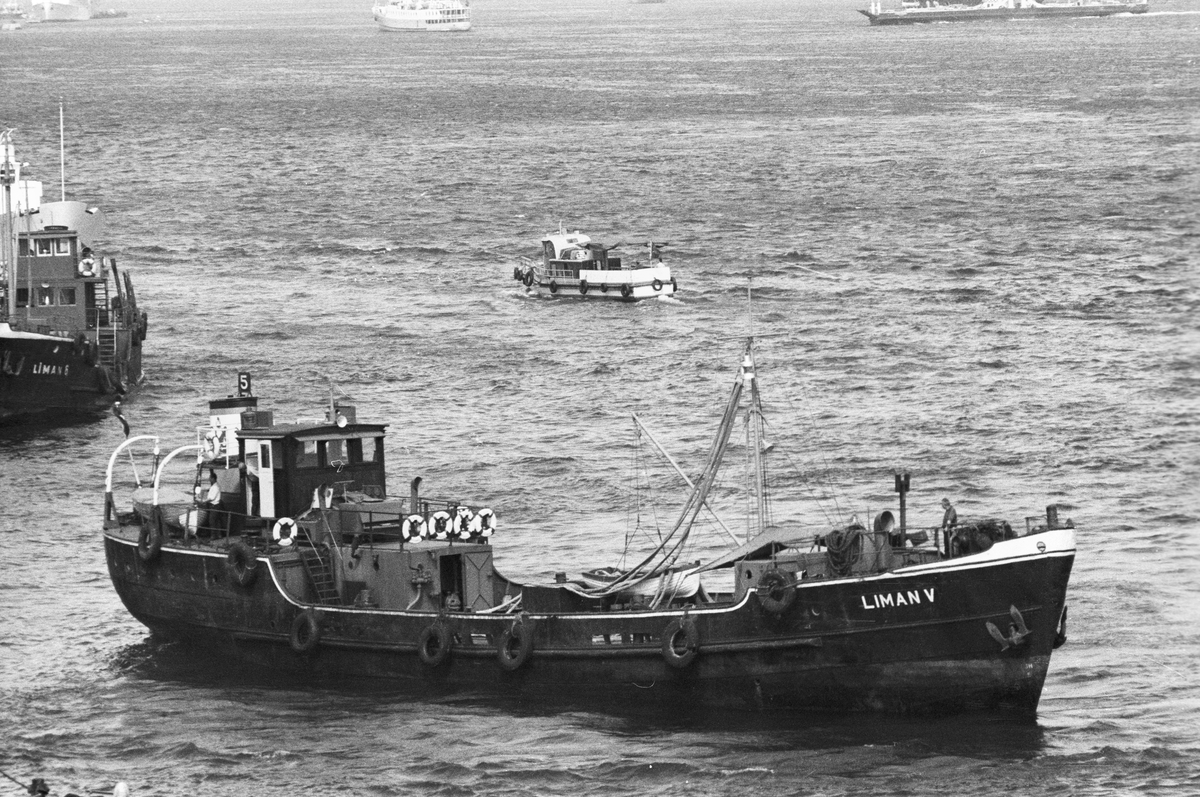
Liman V, № 359, Baujahr: 1938
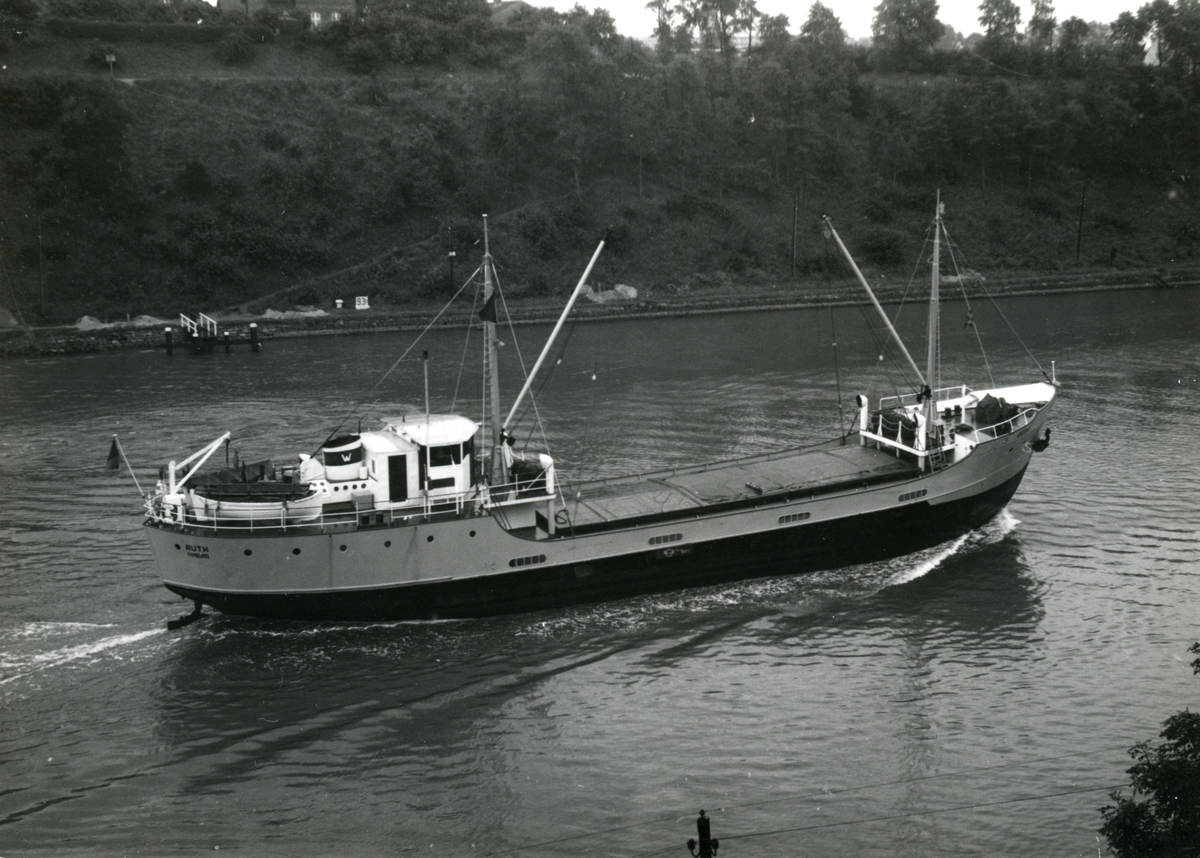
Ruth, Baujahr: 1950
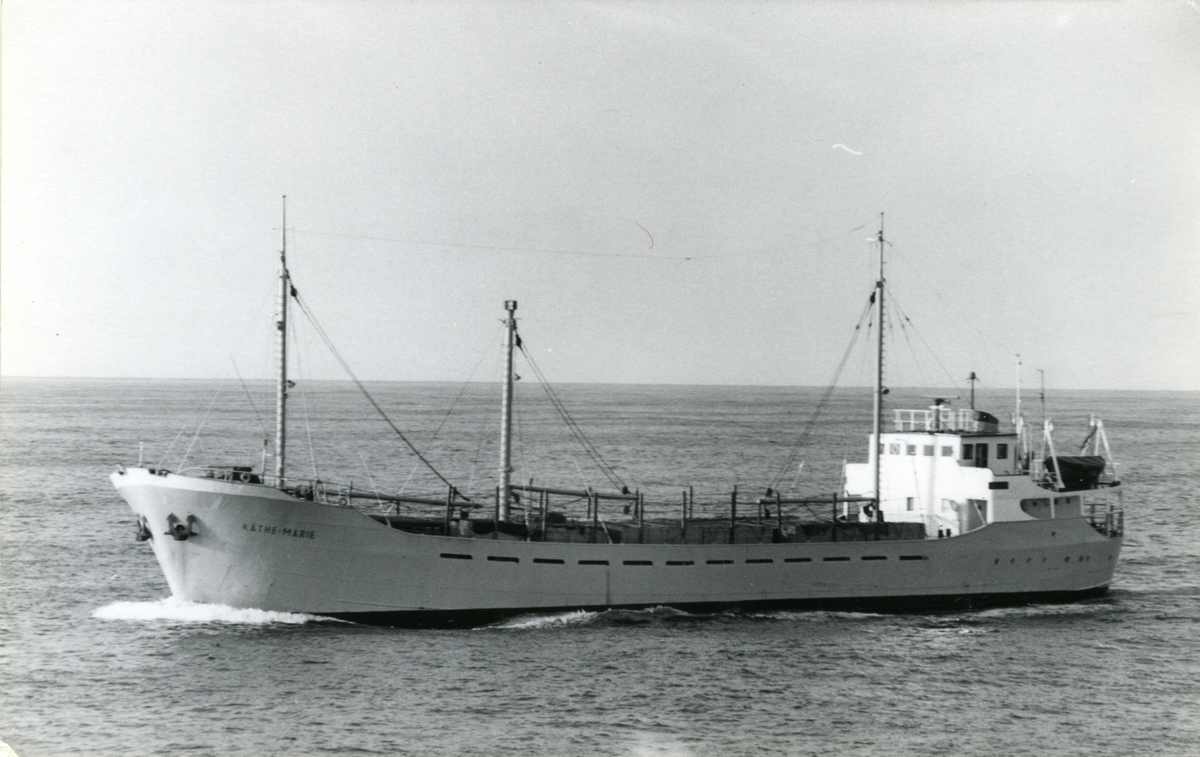
Käthe-Marie (II), № 458, Baujahr: 1952
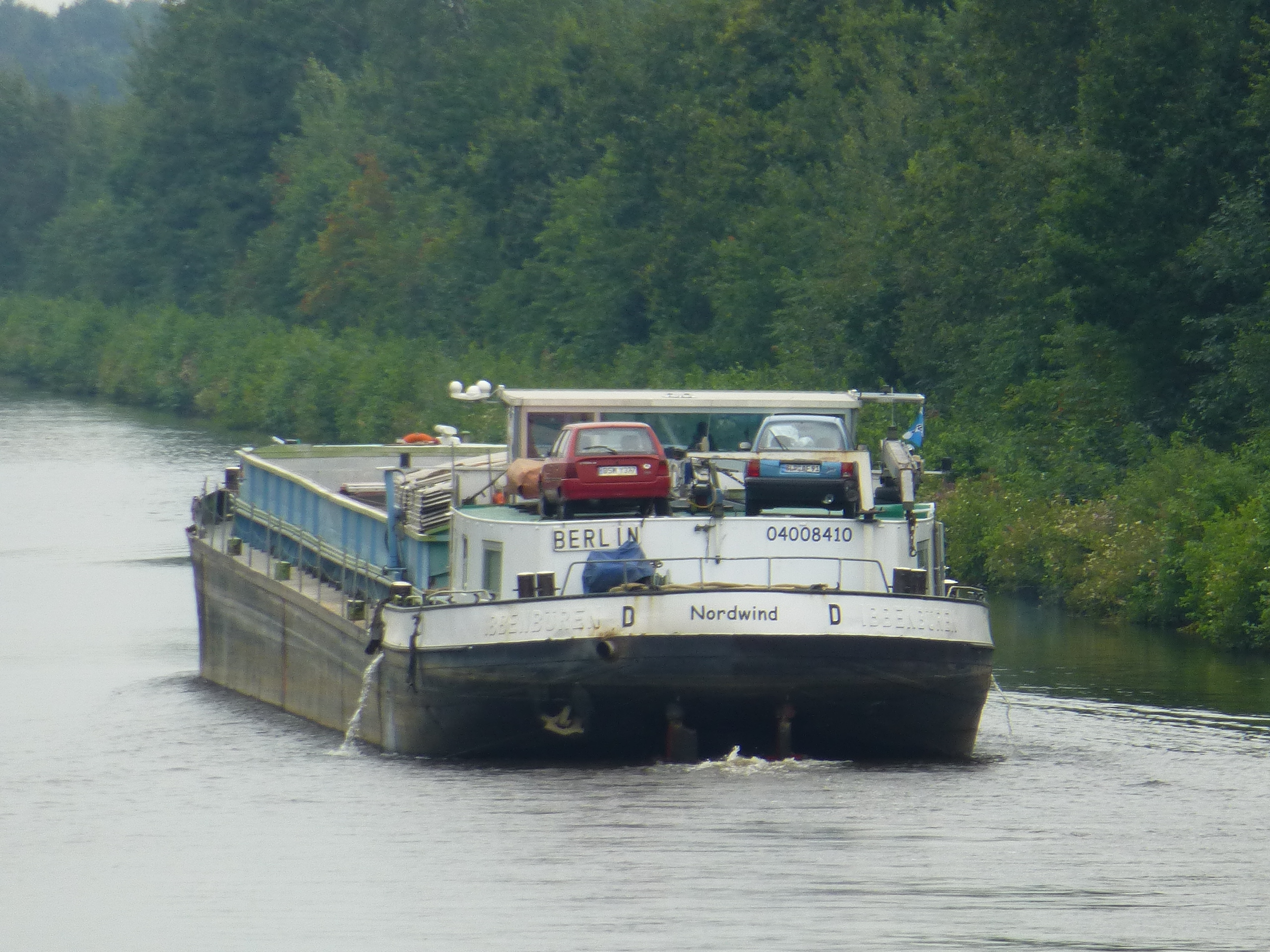
Nordwind, Baujahr: 1954
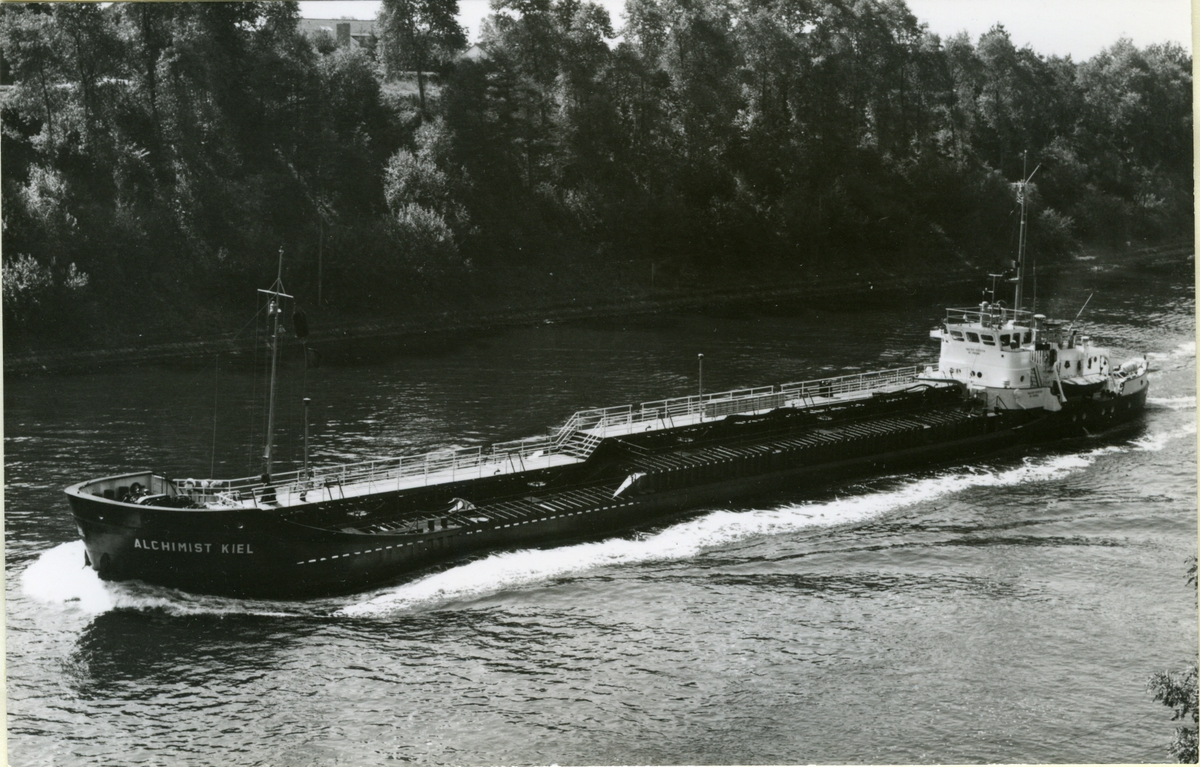
Alchimist Kiel, № 478, Baujahr: 1964
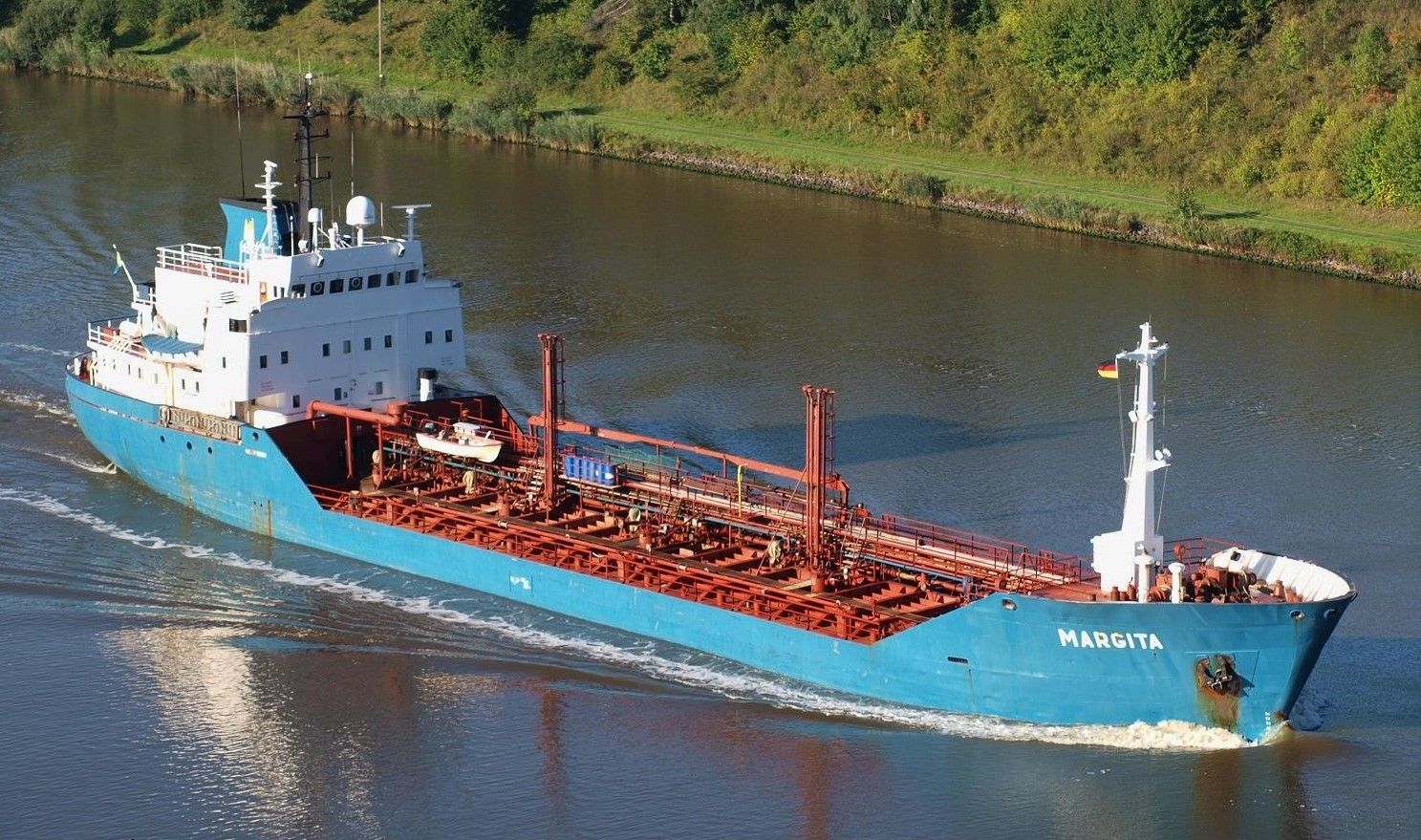
Margita, № 488, Baujahr: 1971
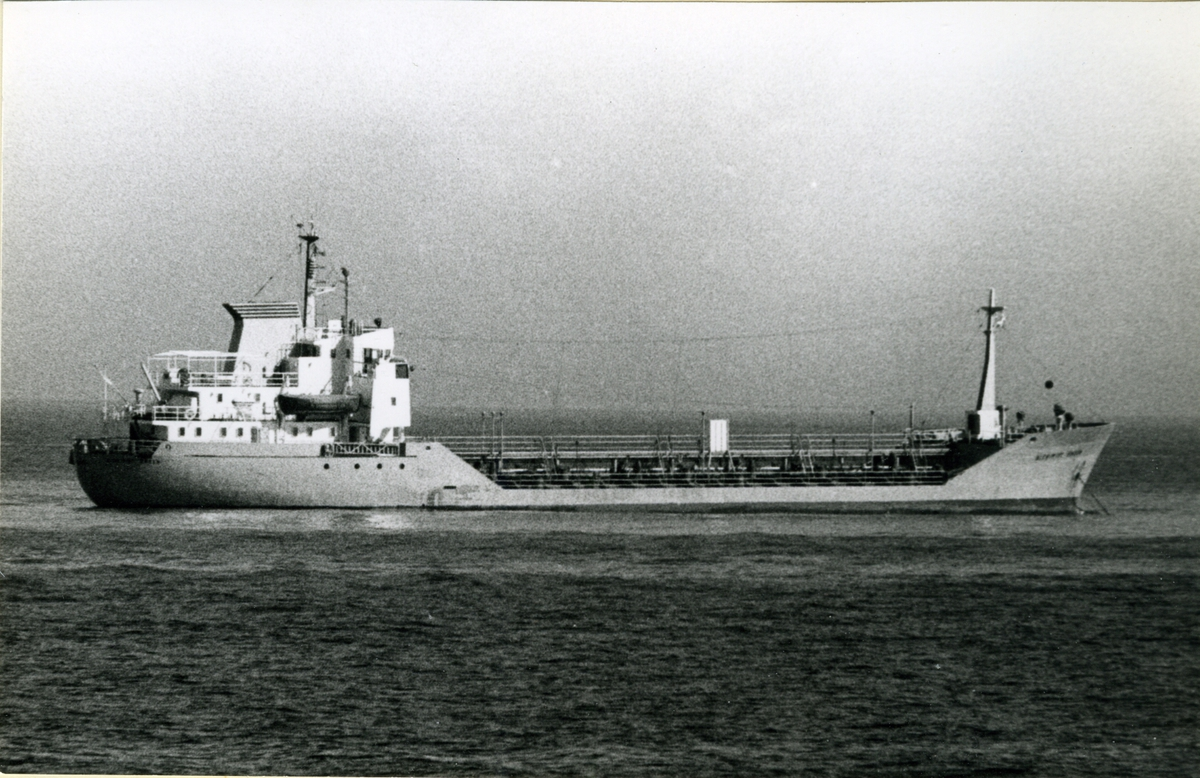
Alchimist Emden, № 489, Baujahr: 1971
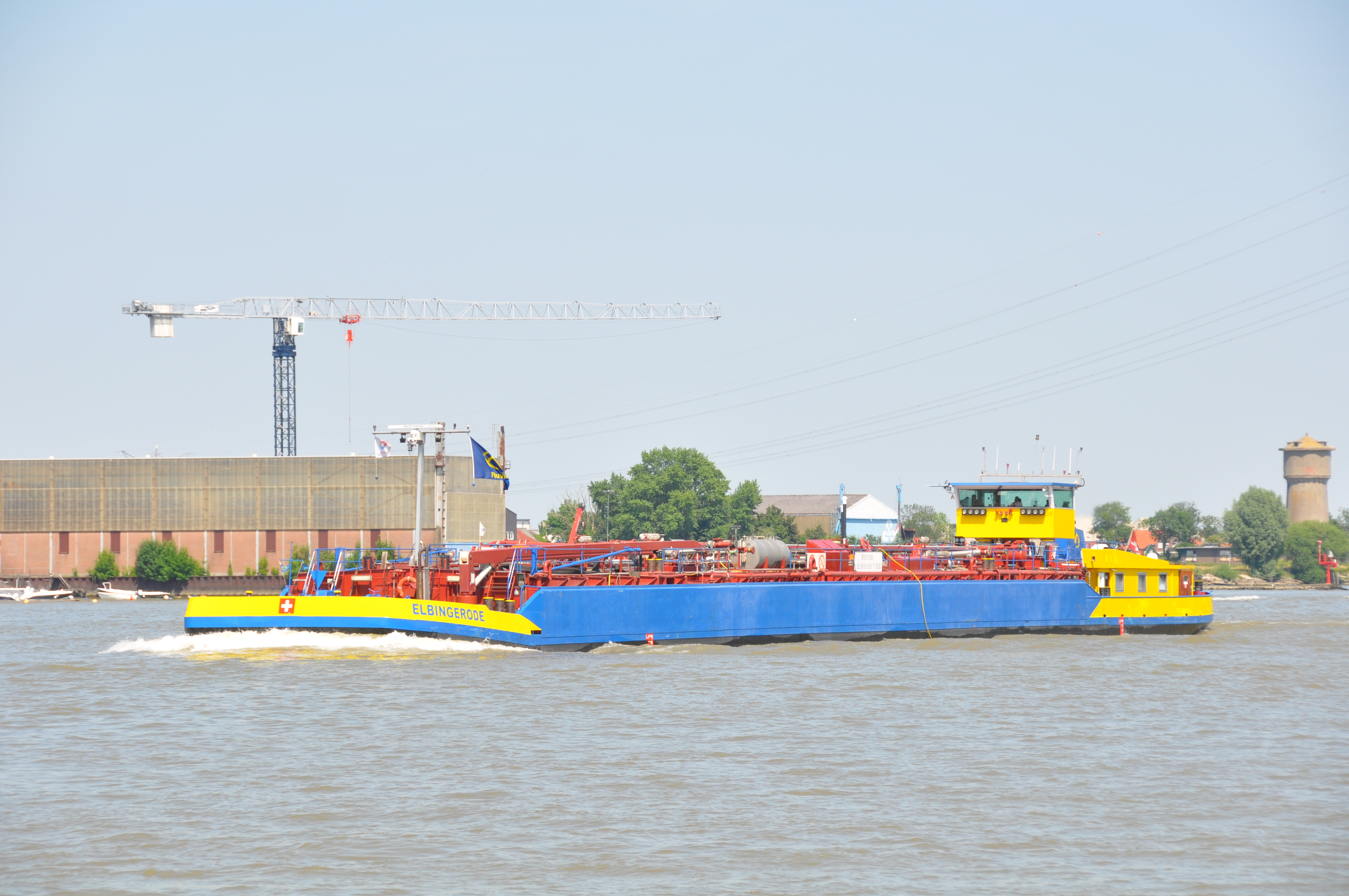
Elbingerode, Baujahr: 1972
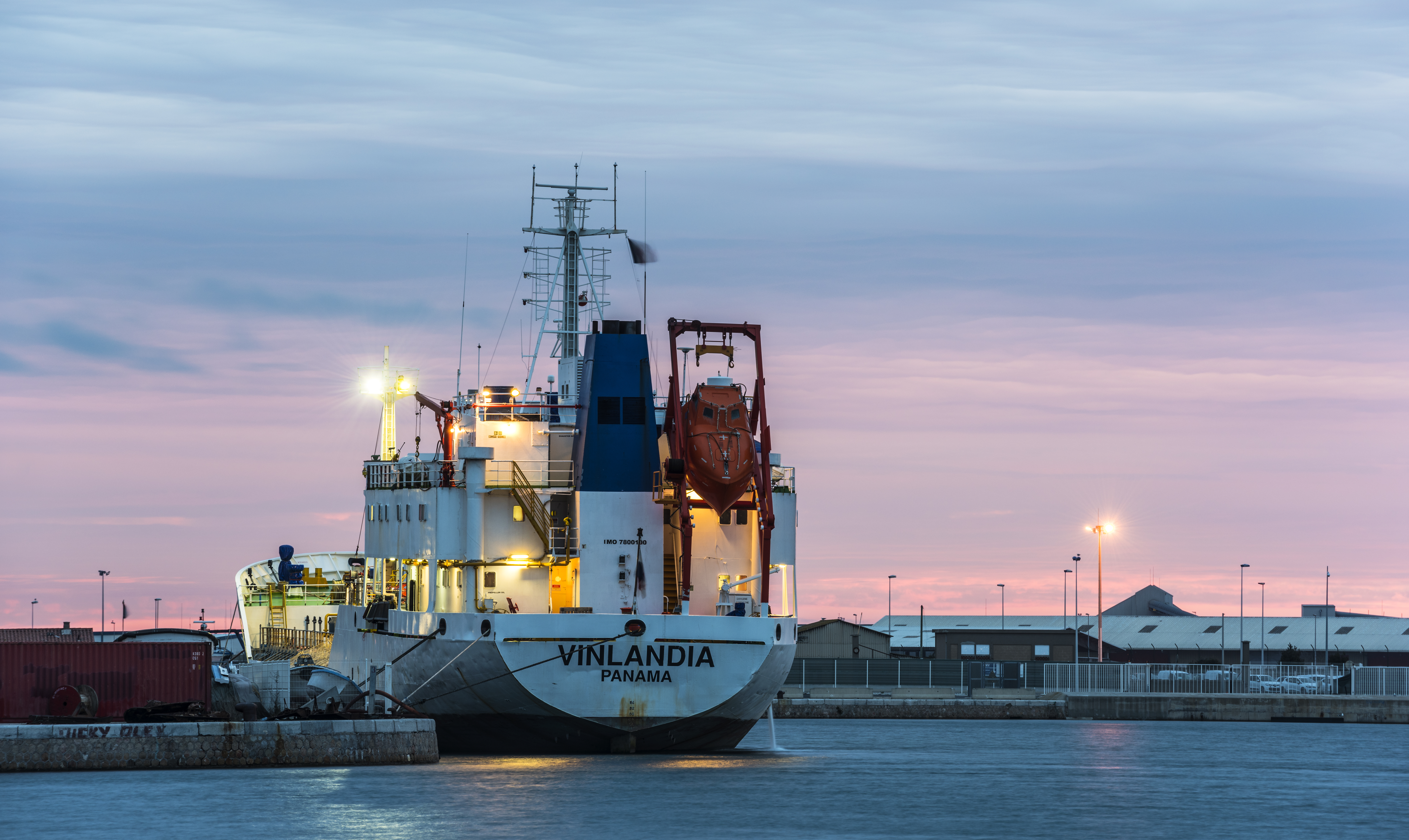
Vinlandia, № 508, Baujahr: 1979

### Neubauten aus Hamburg-Bergedorf

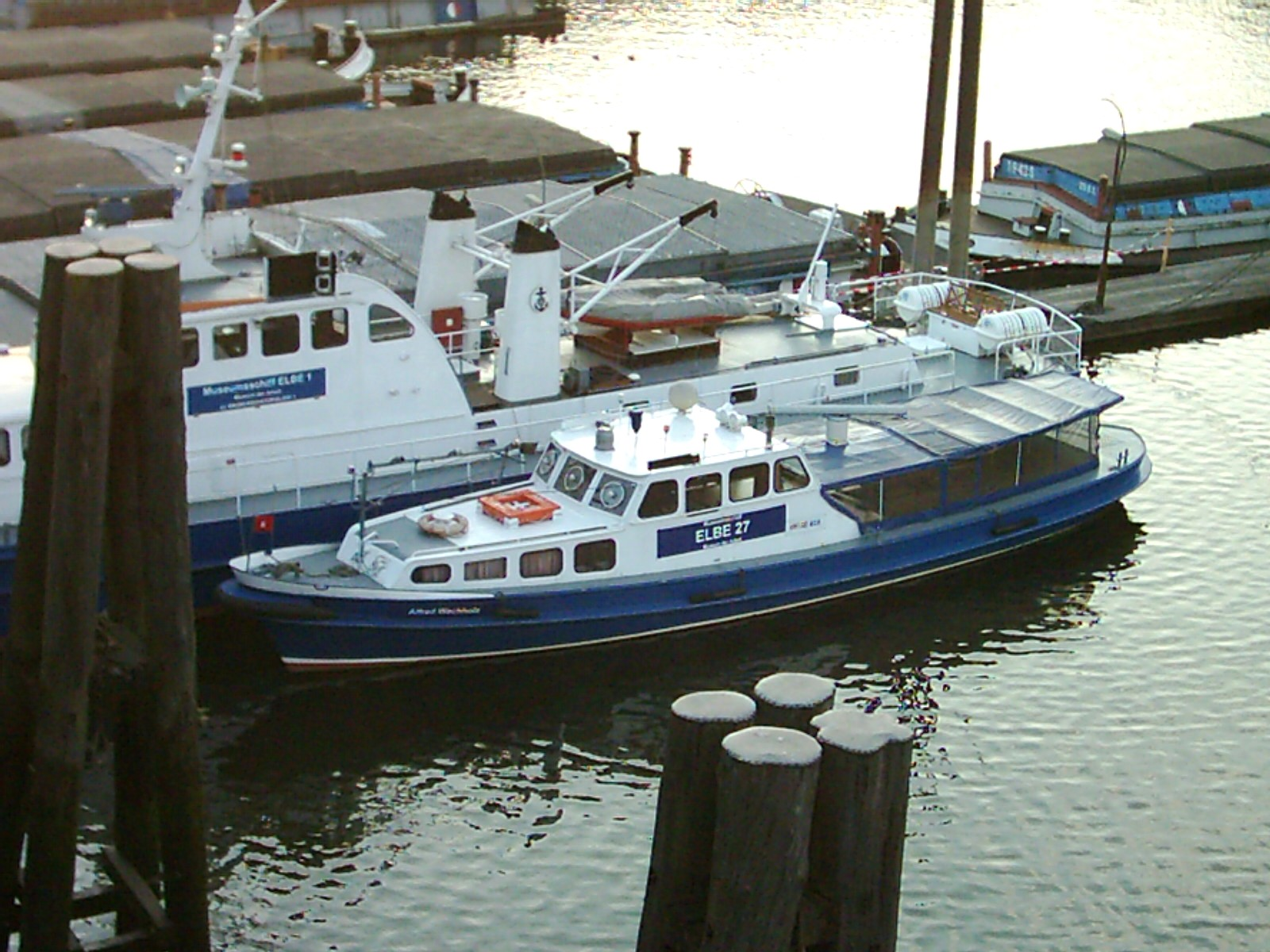
Elbe 27, Baujahr: 1959
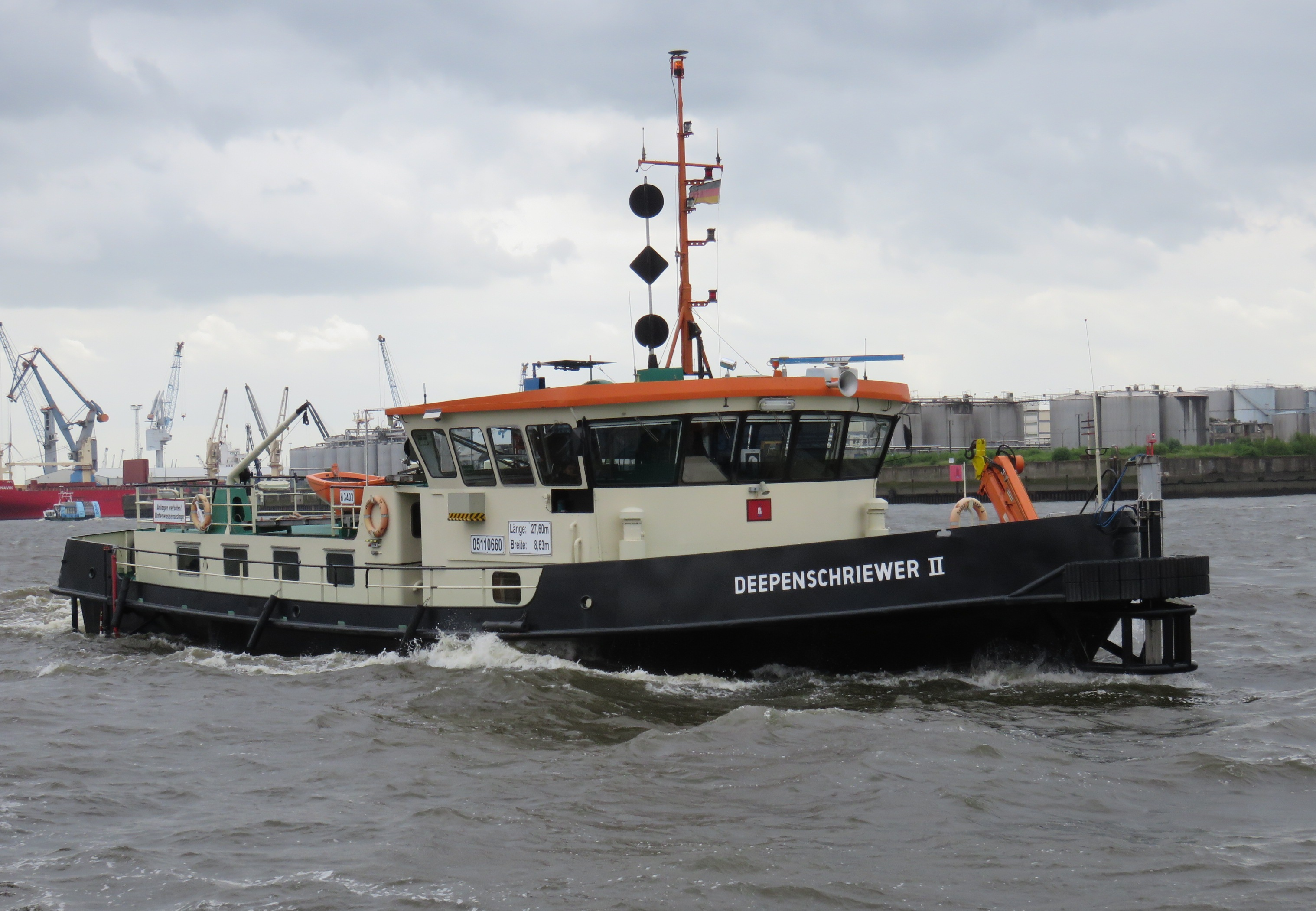
Deepenschriewer II, Baujahr: 1970
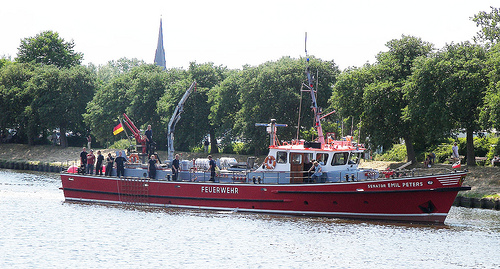
Senator Emil Peters, Baujahr: 1972
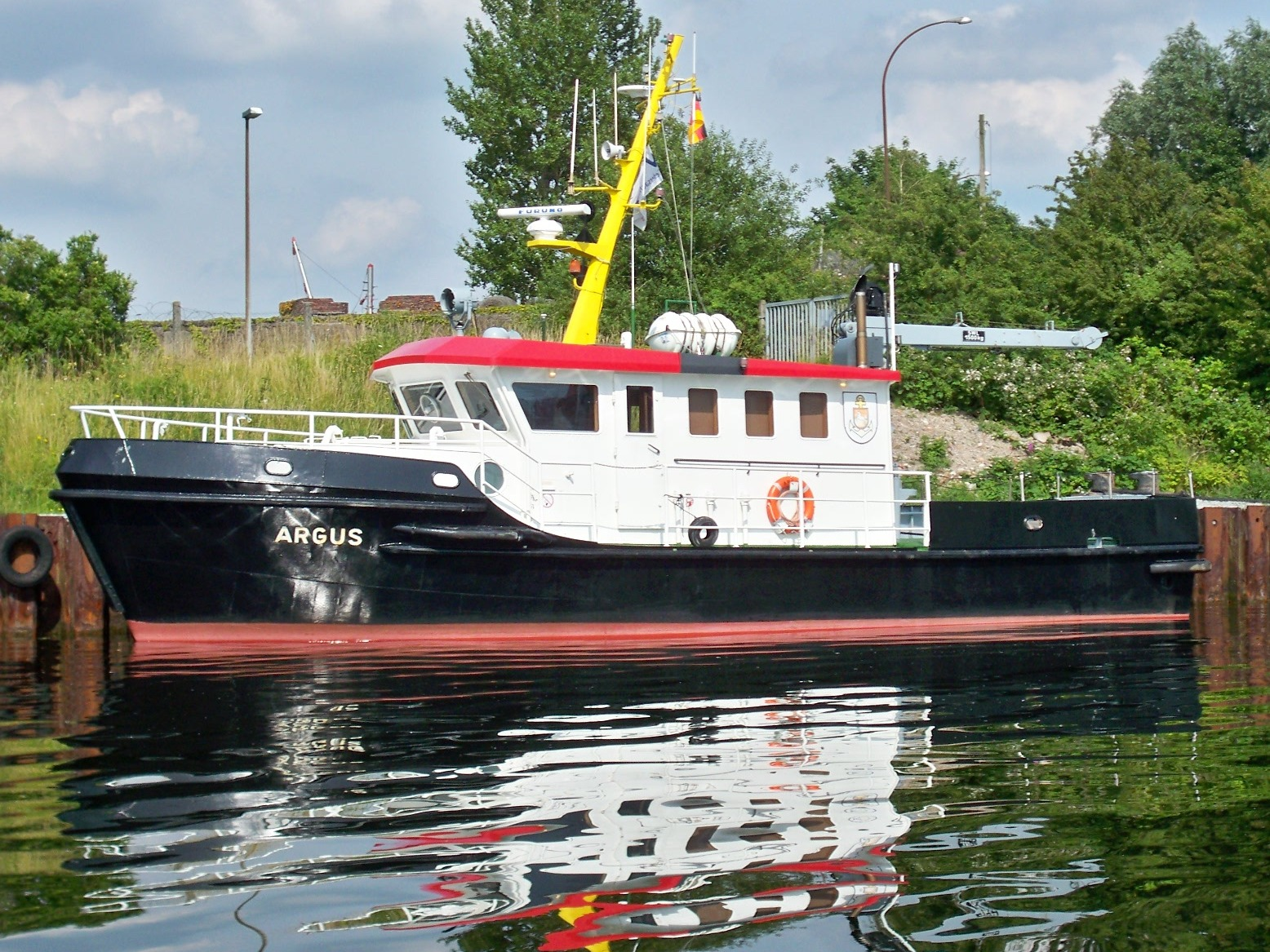
Argus, Baujahr: 1986
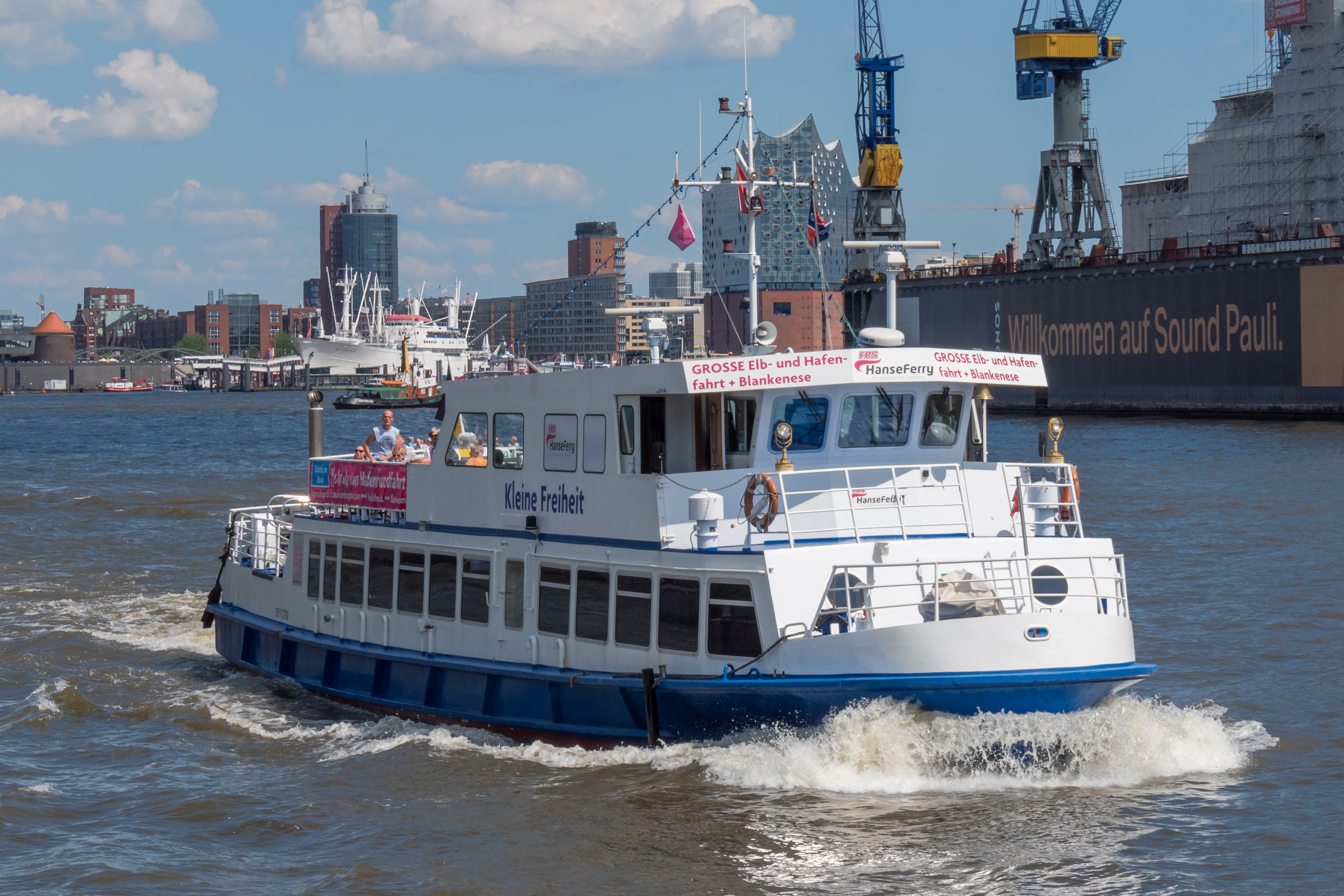
Kleine Freiheit, Baujahr: 1992